# Afrikaanse Protestante Kerk
L'Afrikaanse Protestante Kerk (Église protestante afrikaner) est une église réformée (calviniste), issue en 1987 d'une scission de l'Église réformée néerlandaise d'Afrique du Sud.
Église minoritaire, ses fondateurs étaient des partisans de l'apartheid et de fervents anticommunistes qui avaient refusé l'évolution théologique de l'église réformée néerlandaise et sa décision de condamner l'apartheid en 1986, afin de regagner sa place au sein de l'Alliance réformée mondiale, qui l'avait exclu quatre ans plus tôt, en raison de son soutien à la ségrégation raciale. Ils craignaient notamment que la fin de la discrimination raciale en Afrique du Sud ne permettent la victoire de l'"anti-christianisme" (les communistes).
L'unification des branches métisses, noires et blanches de l'église réformée néerlandaises confirma la scission en 1992.
L'Afrikaanse Protestante Kerk revendiquait lors de sa fondation pas moins de 30 000 fidèles, exclusivement des Afrikaners, originaires essentiellement du Transvaal. Elle est aujourd'hui établie non seulement en Afrique du Sud mais aussi en Namibie et compte près de 35 000 fidèles et 241 paroisses.